# كاساس دي دون غوميز
بلدية كأساس دي دون غوميز (بالإسبانية: Casas de Don Gómez)‏، هي بلدية تقع في مقاطعة قصرش والتي تقع في منطقة إكستريمادورا، غرب إسبانيا.
يبلغ عدد سكانها 336 نسمة وفقاً لإحصائية سنة (2002).